# Xã Freedom, Quận Ellis, Kansas
Xã Freedom (tiếng Anh: Freedom Township) là một xã thuộc quận Ellis, tiểu bang Kansas, Hoa Kỳ. Năm 2010, dân số của xã này là 118 người.